# 波爾菲里海崖
64°27′S 59°11′W / 64.450°S 59.183°W
波爾菲里海崖是南極洲的海崖，位於葛拉漢地，是皮佐斯灣入口處的西北面，該海崖根據英國探險隊的測量而被繪入地圖。